# Charles Donckier de Donceel
Pour les autres membres de la famille, voir Donckier de Donceel.
Charles Henri Donckier de Donceel, né le 16 septembre 1802 à Cheratte et mort le 29 juin 1888  à Saint-Gilles, est un entomologiste belge principalement intéressé par les lépidoptères et les coléoptères . Il écrit en 1820 « Catalogue des Lépidoptères de Belgique » dans les Annales de la Société entomologique de Belgique 26: 5-161 et de nombreux articles courts sur les insectes dans le même journal. Il est membre de la Société royale belge d'entomologie .